# Alexandre Correia Matias
Alexandre Correia Matias foi um ferroviário português.

## Biografia
Em 27 de Março de 1949, a 5.ª Circunscrição de Exploração da Companhia dos Caminhos de Ferro Portugueses organizou uma cerimónia na Malveira, para homenagear vários funcionários dos caminhos de ferro que tinham sido condecorados pelo estado, incluindo Alexandre Correia Matias, que possuía nessa altura a função de subchefe do serviço.
Em 16 de Novembro de 1953, a Gazeta dos Caminhos de Ferro noticiou que o pessoal da 6.ª Circunscrição das Divisões de Exploração e Comercial tinha organizado um banquete de homenagem ao seu antigo chefe, Alexandre Correia Matias, por ter completado uma carreira de 55 anos.
Alexandre Correia Matias foi homenageado com a Ordem de Mérito Industrial, grau de oficial, em 11 de Fevereiro de 1949.